# Styloleptus atrovittatus
Styloleptus atrovittatus là một loài bọ cánh cứng trong họ Cerambycidae.